# Wusterhausen/Dosse
Wusterhausen (tên chính thức Wusterhausen/Dosse) là một đô thị in the Ostprignitz-Ruppin district, in northwestern Brandenburg, Đức. Đô thị Wusterhausen/Dosse có diện tích 195,42 km², dân số thời điểm 31 tháng 12 năm 2006 là 6532 người. Đô thị này tọa lạc bên sông Dosse, 7 km về phía đông nam Kyritz, 75 km về phía tây bắc Berlin.